# Estação Parnas
Parnas (em russo:  Парнас) é uma das estações terminais da linha Moskovsko-Petrogradskaia (Linha 2) do metro de São Petersburgo, na Rússia.